# Ronde van Emilia 2019
De 102e editie van de wielerwedstrijd Ronde van Emilia werd gehouden op 5 oktober 2019. De wedstrijd startte en eindigde in Bologna. De wedstrijd maakte deel uit van de UCI Europe Tour 2019, in de categorie 1.HC. In 2018 won de Italiaan Alessandro De Marchi. Deze editie werd gewonnen door de Sloveen Primož Roglič van de Nederlandse ploeg Jumbo-Visma.

## Mannen

### Uitslag
| Ronde van Emilia 2019 |                    |                    |          |
| Plaats                | Naam               | Ploeg              | Tijd     |
| Winnaar               | Primož Roglič      | Jumbo-Visma        | 5u08'08" |
| 2                     | Michael Woods      | EF Education First | + 15"    |
| 3                     | Sergio Higuita     | EF Education First | z.t.     |
| 4                     | Bauke Mollema      | Trek-Segafredo     | + 17"    |
| 5                     | Alejandro Valverde | Movistar Team      | z.t.     |
| 6                     | Diego Ulissi       | UAE Team Emirates  | + 21"    |
| 7                     | Pierre Latour      | AG2R La Mondiale   | + 24"    |
| 8                     | Jakob Fuglsang     | Astana Pro Team    | z.t.     |
| 9                     | Egan Bernal        | Team Ineos         | + 28"    |
| 10                    | Gianluca Brambilla | Trek-Segafredo     | + 32"    |

## Vrouwen
De zesde vrouweneditie van de Ronde van Emilia werd gewonnen door de Nederlandse Demi Vollering, die op de streep de tweevoudige winnares Elisa Longo Borghini versloeg.

### Uitslag
| Ronde van Emilia voor vrouwen 2019 |                      |                           |          |
| Plaats                             | Naam                 | Ploeg                     | Tijd     |
| Winnaar                            | Demi Vollering       | Parkhotel Valkenburg      | 2u26'35" |
| 2                                  | Elisa Longo Borghini | Trek-Segafredo            | z.t.     |
| 3                                  | Nikola Nosková       | Bigla                     | + 6"     |
| 4                                  | Rasa Leleivytė       | Aromitalia Vaiano         | + 13"    |
| 5                                  | Liane Lippert        | Team Sunweb               | z.t.     |
| 6                                  | Soraya Paladin       | Alé Cipollini             | z.t.     |
| 7                                  | Eugenia Bujak        | BTC City Ljubljana        | + 15"    |
| 8                                  | Yevheniya Vysotska   | Servetto-Piumate-Beltrami | + 16"    |
| 9                                  | Eider Merino         | Movistar Team             | + 17"    |
| 10                                 | Alena Amjaljoesik    | Canyon-SRAM               | + 20"    |

1909 · 1910 · 1911 · 1912 · 1913 · 1914 · 1915 · 1916 · 1917 · 1918 · 1919 · 1920 · 1921 · 1922 · 1923 · 1924 · 1925 · 1926 · 1927 · 1928 · 1929 · 1930 · 1931 · 1932 · 1933 · 1934 · 1935 · 1936 · 1937 · 1938 · 1939 · 1940 · 1941 · 1942 · 1943 · 1944 · 1945 · 1946 · 1947 · 1948 · 1949 · 1950 · 1951 · 1952 · 1953 · 1954 · 1955 · 1956 · 1957 · 1958 · 1959 · 1960 · 1961 · 1962 · 1963 · 1964 · 1965 · 1966 · 1967 · 1968 · 1969 · 1970 · 1971 · 1972 · 1973 · 1974 · 1975 · 1976 · 1977 · 1978 · 1979 · 1980 · 1981 · 1982 · 1983 · 1984 · 1985 · 1986 · 1987 · 1988 · 1989 · 1990 · 1991 · 1992 · 1993 · 1994 · 1995 · 1996 · 1997 · 1998 · 1999 · 2000 · 2001 · 2002 · 2003 · 2004 · 2005 · 2006 · 2007 · 2008 · 2009 · 2010 · 2011 · 2012 · 2013 · 2014 · 2015 · 2016 · 2017 · 2018 · 2019 · 2020 · 2021 · 2022 · 2023 · 2024